# 中の小路
中の小路（なかのこうじ）は、佐賀県佐賀市の地名。郵便番号は840-0833。

## 地理
中の小路は佐賀市中心部の地名で、江戸時代にも同名の通称があった。市街中央部を南北に走る県道29号線（中央大通り）と市街地西部を南北に走る国道264号線旧道（紡績通り）の間に位置する。西・南端は人工河川の多布施川が境界となる。多布施川からは中川橋と辻の堂橋の中間にある井樋で中の小路水路が、さらに辻の堂橋で東に折れた先にあるポンポン井樋で松原川が分かれてそれぞれ東に流れている。なお中の小路水路は裏十間川に注いでいる。北から時計回りに八幡小路、中央本町、松原、堀川町、川原町に接する。
東部には県内唯一の百貨店「佐賀玉屋」があり、中心市街地の一角となっている。明治22年創業の老舗「旅館あけぼの」、佐賀ラーメン・玉名ラーメン・熊本ラーメンの源流とも言われる「三九中華そば専門店」、現代の名工に選ばれたそば職人・長尾茂穂が経営した「そば勢」などの名店があるが、三九は2013年の火事で店を閉じ、そば勢は2016年にタイ・バンコクのホテルへ進出のため閉店した。ほか、ポンパドウル佐賀店やサッカー・サガン鳥栖のオフィシャルグッズ専用販売スペースなどを設けたコラボ店、ローソン中の小路店などがある。
中・西部は佐賀地方裁判所・佐賀家庭裁判所・佐賀簡易裁判所・佐賀地方検察庁といった官公庁や官舎及び住宅地となっている。当地には武家屋敷の門が残り、佐賀地方検察庁の官舎の門として使われている。佐賀市の重要文化財に指定されているが建築年代は不明である。裁判所・検察庁と法曹関係官庁が所在することから弁護士事務所も多く、佐賀県弁護士会館も当地にある。2020年から迎賓館となり定期的に一般公開されている「中之小路賓館」は旧佐賀県県知事公舎で、1891年完成の明治中頃の和洋折衷の建築である。
面積は約0.105㎢。2022年1月末の住民基本台帳による世帯数は201世帯。人口は男性180人・女性208人の合計388人。

## 歴史
中の小路は佐賀城下の武家屋敷地で別名は大名小路といった。『弘化二巳総着到』（鍋島報效会所蔵の佐賀藩士名簿）によると居住する武士は27人、総石高は7,319石（平均271石）で諸小路中高い部類に入り、大身の武士が多かったことがわかる。鍋島播磨、岡部杢之助、鍋島三太夫、石井勘解由と4人の大組頭の名があり、大組頭の人数は城内に並び最高位である。
家屋の密集していた城下は火事が多く、正徳元年（1711年）には当町から出火して武家屋敷と町家49軒、6つの寺が焼けたとの記録がある。宝暦11年（1761年）の大火では高木町や呉服町から当町までの広範囲に火が及んだという。『明治7年取調帳』（1874年）には松原村の枝町、中ノ名と記載されている。
1881年（明治14年）に松原村は佐賀郡松原町となり、当地に佐賀郡役所が設置され行政の拠点となった。1889年（明治22年）佐賀市が発足しその一部となり、市役所は松原町の北濠端に置かれることとなった。
1968年（昭和43年）の住居表示開始により松原町の一部が独立して成立した。
| 年                       | 人口 | 世帯数 |
| ------------------------ | ---- | ------ |
| 1976（昭和51）年 23月末  | 495  |        |
| 1980（昭和55）年 23月末  | 414  |        |
| 1985（昭和60）年 23月末  | 366  |        |
| 1990（平成02）年 23月末  | 377  |        |
| 1995（平成07）年 23月末  | 367  |        |
| 2000（平成12）年 10月1日 | 291  | 138    |
| 2004（平成16）年 23月末  | 331  |        |
| 2010（平成22）年 10月1日 | 313  | 164    |
| 2020（令和02）年 10月1日 | 398  | 211    |

出典:1976-1995,2004、2000,2010,2020

## 交通
中央本町との境界になっている県道29号線に「中の小路」バス停があり、複数のバス路線が運行されている。

## その他施設
- NTTコミュニケーションズ中の小路ビル（佐賀電報電話局）
- 佐賀県知事公舎、佐賀県警本部長官舎
- 九州電力松原変電所

## ギャラリー

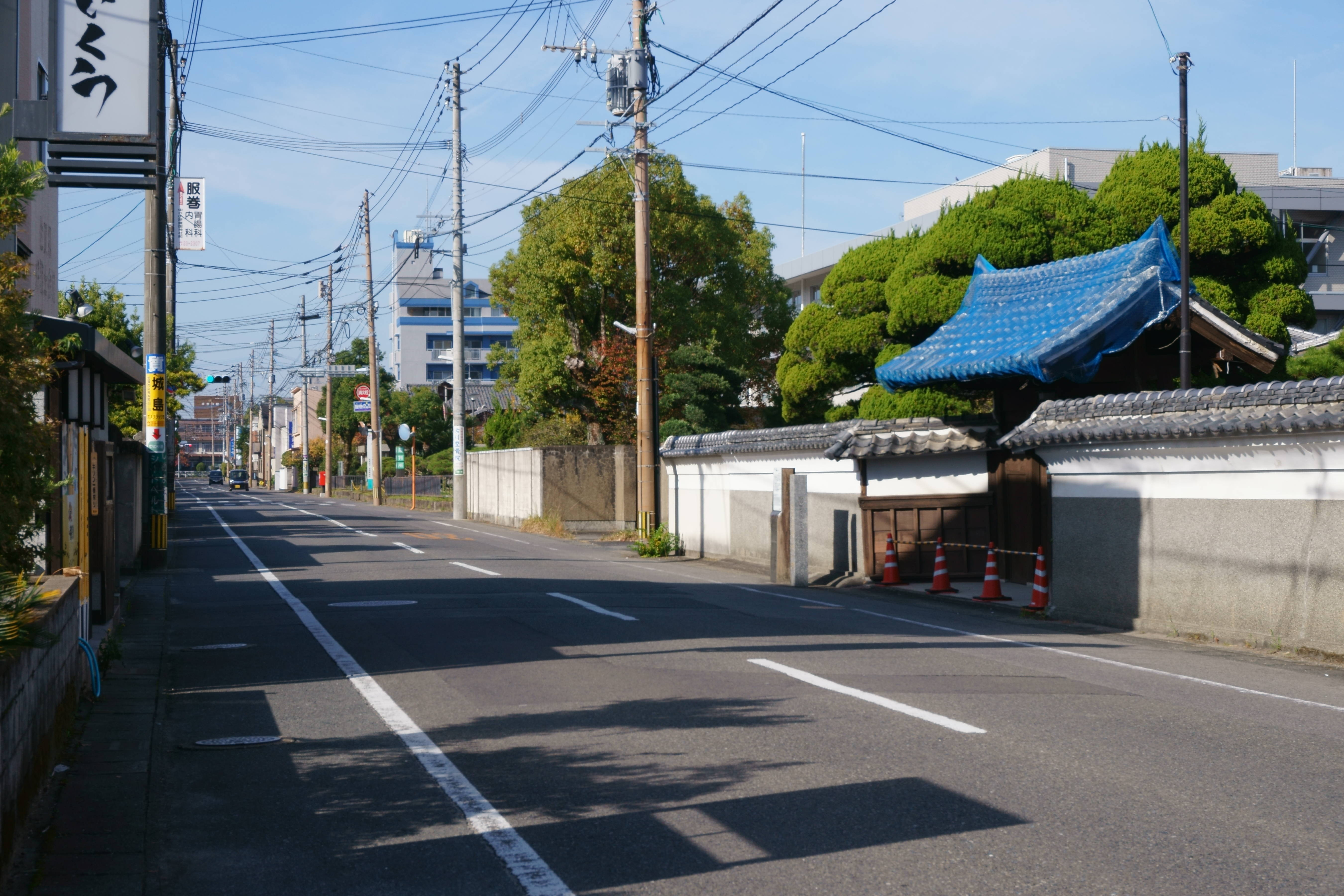
中の小路の通り。右は武家屋敷の門。
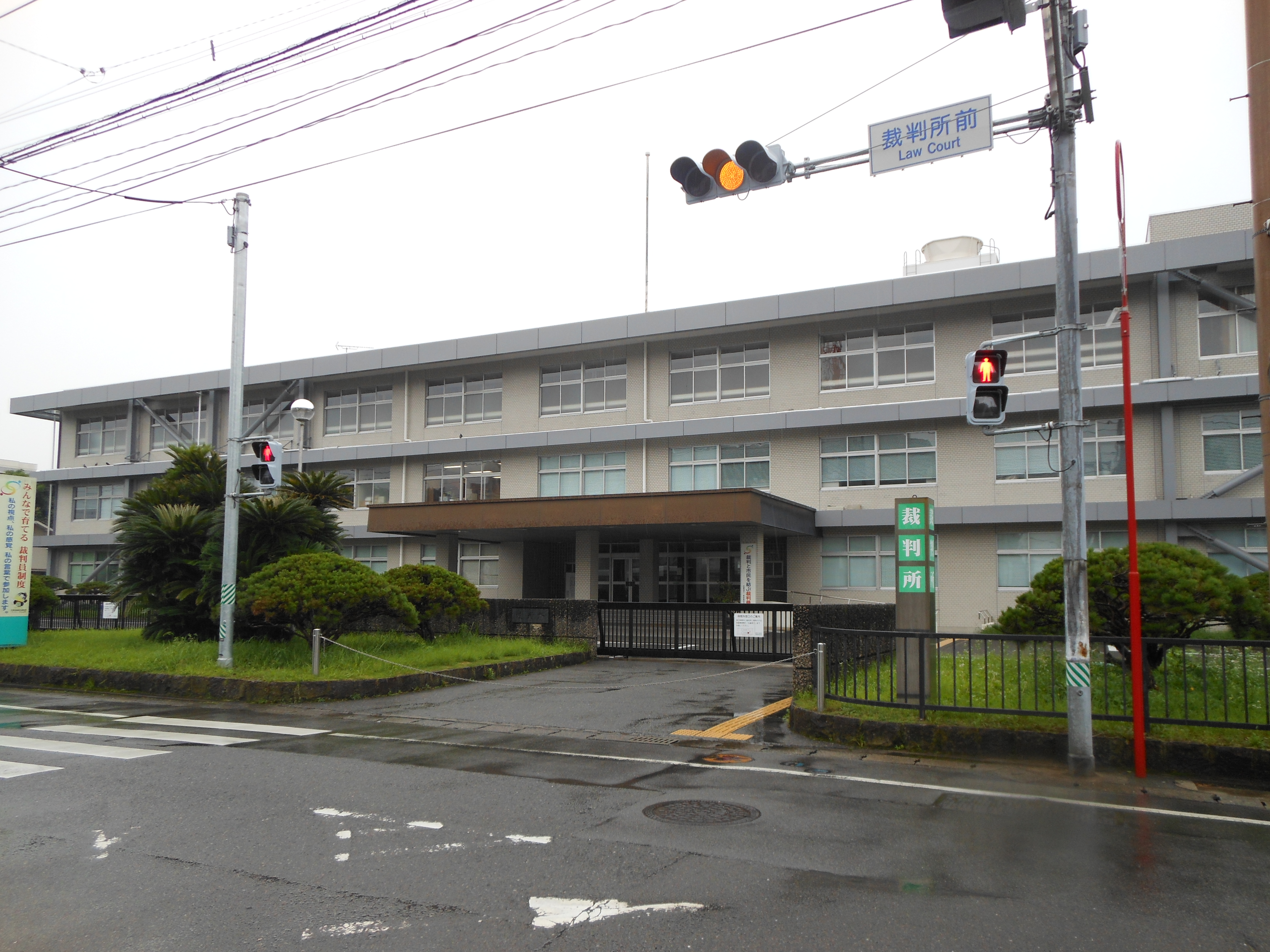
佐賀地方裁判所
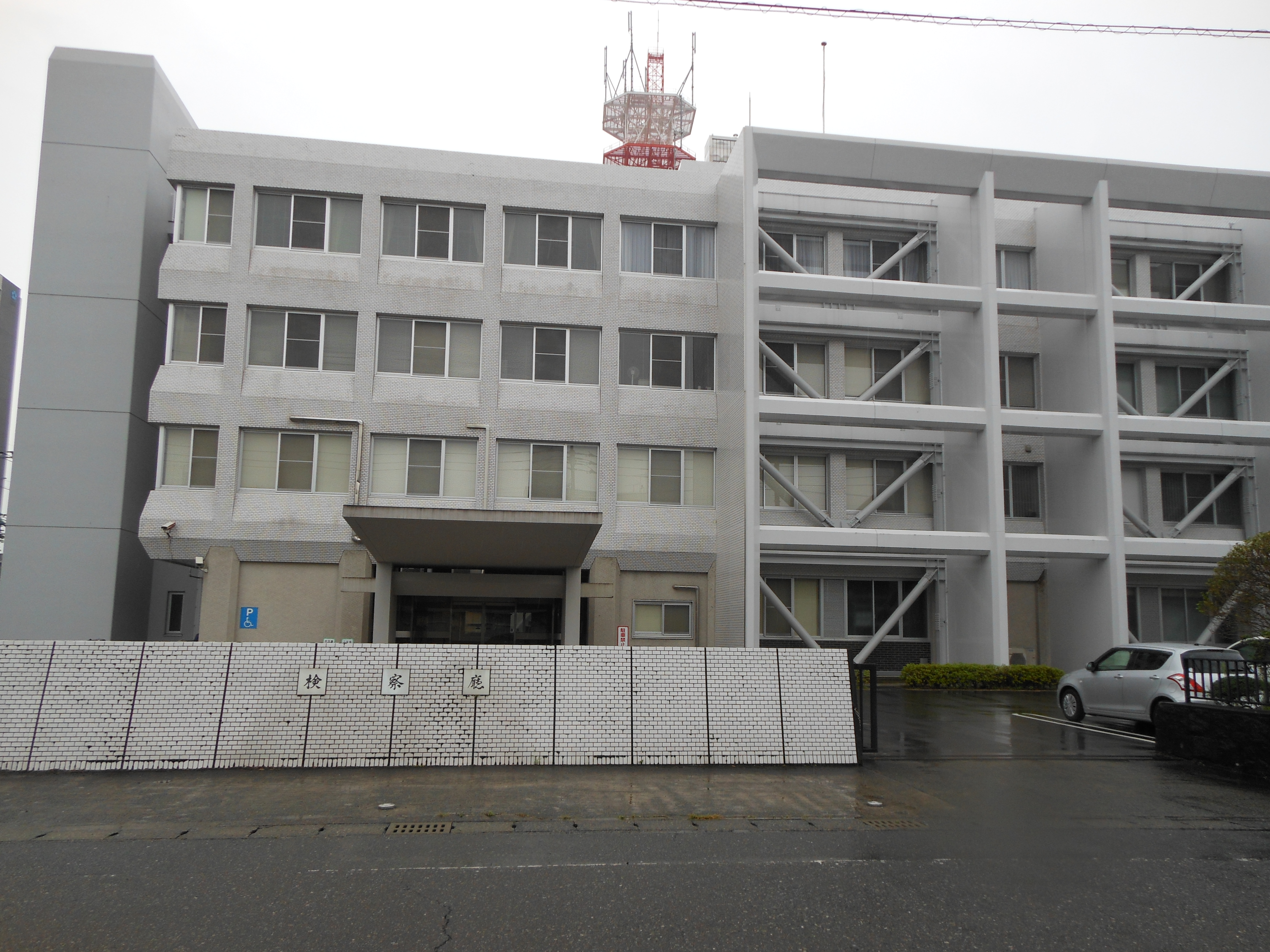
佐賀地方検察庁
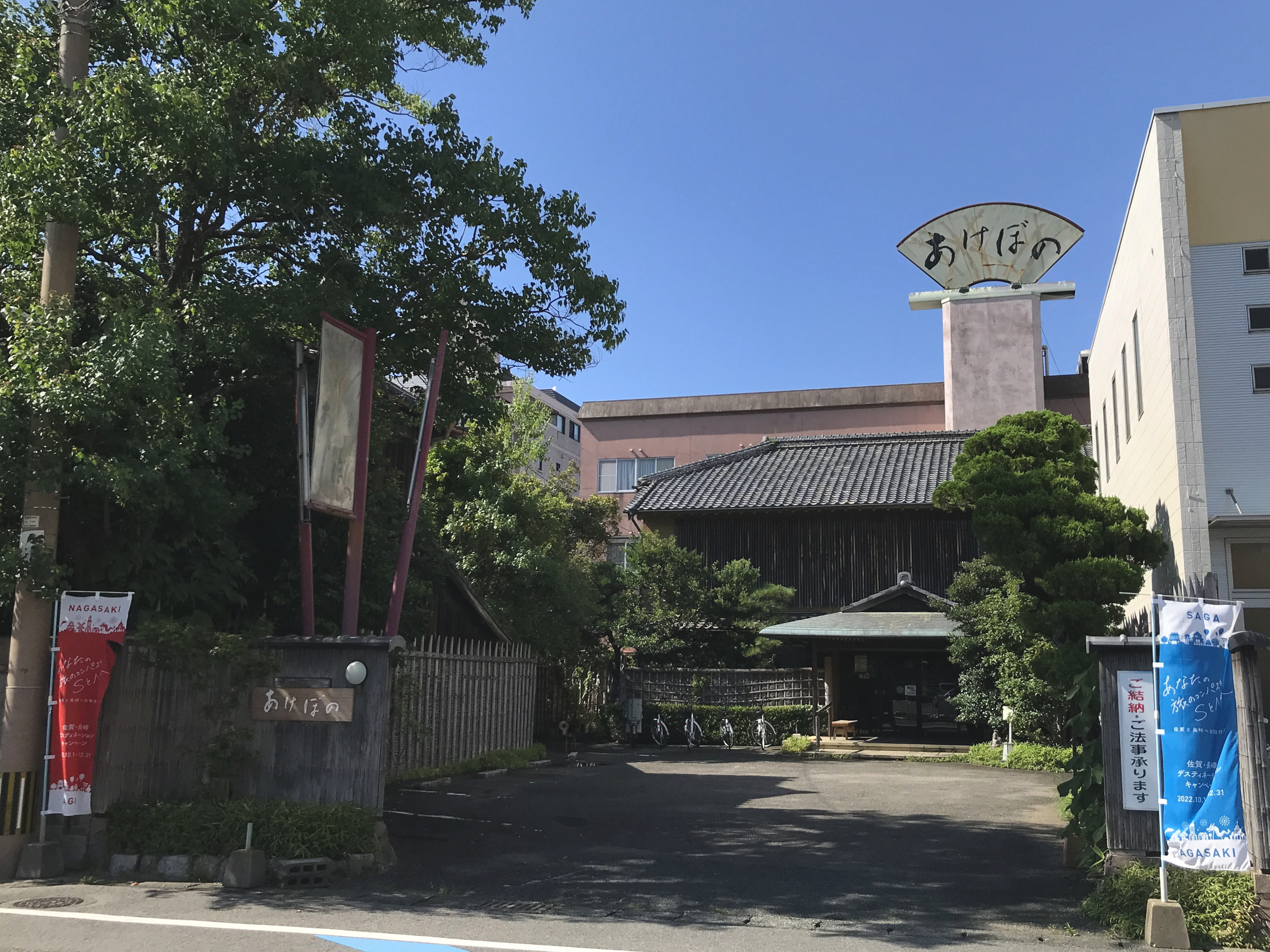
旅館あけぼの
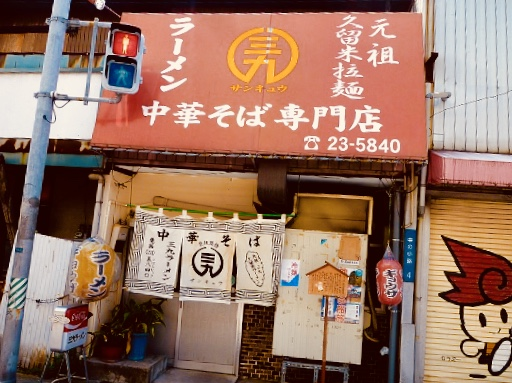
三九中華そば専門店（2009年撮影）